# Huyện Hpa-an
Huyện Hpa-an là một huyện của bang Kayin ở Myanma. Huyện này có 5 thị trấn và 1490 làng.

## Các thị trấn
- Thị trấn Hpa-an
- Thị trấn Hlaignbwe
- Thị trấn Hpapun
- Thị trấn Thandang